# Арабиноза
Арабинозата е алдопентоза – монозахарид, изграден от пет въглеродни атома и алдехидна (CHO) функционална група.
Поради начина на синтеза на монозахаридите, в природата преобладават „D“-формите, структурни аналози на D-глицералдехида. Въпреки това, L-арабинозата е много по-често срещана от D-арабинозата в живите организми. Тя е важен компонент от биополимерите хемицелулоза и пектин, изграждащи клетъчната стена съответно на бактериите и растенията. L-арабинозният оперон е от изключително значение в молекулярната биология и биоинженерството.
Класически метод в органичния синтез на арабиноза от глюкоза е Wohl-разграждането.

## Етимология
Арабинозата носи своето име от гума арабика, от която за първи път е изолирана.

## Употреба
Хранителна среда за някои бактерии.
Като подсладител в хранително-вкусовата промишленост и производството на лекарства. .